# کارلوس باردم
کارلوس باردم (اسپانیایی: Carlos Bardem‎؛ زادهٔ ۷ مارس ۱۹۶۳) بازیگر، فیلم‌نامه‌نویس و نویسنده داستان‌های تاریخی اهل اسپانیا است. وی از سال ۱۹۹۶ میلادی تاکنون مشغول فعالیت بوده‌است.
وی برادرِ بزرگترِ هنرپیشهٔ برجستهٔ اسپانیایی خاویر باردم است و مادر و خواهرش هم هنرپیشه هستند.
از فیلم‌ها یا برنامه‌های تلویزیونی که وی در آن نقش داشته است، می‌توان به مادران، عشق و زندگی، سفارت، با وجود همه‌چیز، پیامد، خدا نگهدار، سیگنال، شاهزاده‌ها، اشباح گویا، تورنته، مأمور خرفت قانون، عشق نه، فقط دیوانگی، آمریکانو و سلول ۲۱۱ اشاره کرد.